# Harry Ellis
Pour les articles homonymes, voir Ellis.
Pas d'image ? Cliquez ici

a Compétitions nationales et continentales officielles uniquement.

b Matchs officiels uniquement.
Harry Alistair Ellis, est joueur de rugbyman international anglais né le 17 mai 1982 à Wigston (Angleterre). Il évolue durant toute sa carrière aux Leicester Tigers au poste de demi de mêlée (1,78 m et 84 kg).

## Carrière

### En club
Il joue toute sa carrière professionnelle avec le club de Leicester Tigers en Championnat d'Angleterre et coupe d'Europe, entre 2001 et 2010.
Le 8 juillet 2010, il met fin à sa carrière de rugbyman professionnel, après plusieurs blessures au genou.

### En équipe nationale
Il a eu sa première cape internationale avec l'équipe d'Angleterre le 20 novembre 2004, à l’occasion d’un match contre l'équipe d'Afrique du Sud. 

## Palmarès

### En club
- Champion d'Angleterre : 2007, 2009
- Vainqueur de la Coupe d'Angleterre : 2007
- Vainqueur de la Coupe d'Europe : 2002
- Finaliste de la Coupe d'Europe : 2007, 2009
- Trophée des Champions : 2002

### En équipe nationale
- 27 sélections avec l'équipe d'Angleterre
- 5 essais (25 points)
- Sélections par année : 2 en 2004, 6 en 2005, 5 en 2006, 5 en 2007, 4 en 2008 et 5 en 2009
- Tournois des Six Nations disputés : 2005, 2006, 2007 et 2009

- 1 sélection avec les Lions britanniques en 2009